# Ігри патріотів
Ігри патріотів (англ. Patriot Games) — американський трилер режисера Філліпа Нойса, знятий за мотивами однойменного роману Тома Кленсі.

## Сюжет
Колишній співробітник ЦРУ, а нині професор військово-морської академії США Джек Раян, перебуваючи в Лондоні з доповіддю, випадково стає свідком терористичного акту Ірландської республіканської армії проти королівської сім'ї. Раян запобігає трагедії, але ірландські терористи загрожують помститися. Небезпечна загроза нависає над Райаном, його дружиною і дочкою.

## У ролях
- Гаррісон Форд — Джек Райан
- Шон Бін — Шон Міллер
- Енн Арчер — Кеті Райан
- Патрік Бергін — Кевін О'Доннел
- Тора Берч — Саллі Райан
- Джеймс Фокс — Лорд Холмс
- Семюел Л. Джексон — Роббі
- Поллі Вокер — Аннет
- Дж.Е. Фрімен — Марті Кантор
- Джеймс Ерл Джонс — адмірал Грір
- Річард Гарріс — Педді О'Ніл
- Алекс Нортон — Денніс Кулі
- Г'ю Фрейзер — Воткінс
- Девід Трелфолл — інспектор Хайленд
- Алан Армстронг — Оуенс
- Берлінда Толберт — Сіссі
- Г'ю Росс — адвокат Аткінсон
- Джералд Сім — Lord Justice
- Піп Торренс — перший помічник
- Томас Расселл — Ешлі
- Джонатан Раян — Джиммі Рирдон
- Ендрю Конноллі — Чарлі Дуган
- Карл Гейден — Педді хлопчик
- Клер Оберман — Lady Holmes
- Олівер Стоун — Young Holmes
- Том Вотт — електрик
- П.Х. Моріарті — Court Guard
- Ребекка Мейхук — школярка
- Роджер Блейк — констебль
- Мартін Кокрейн — констебль
- Тім Даттон — констебль
- Еллен Гір — Роуз
- Джон Лафаєтт — Вінтер
- Шон Дьюк — Ферро
- Фріз Сперберг — Спайв
- Бренда Джеймс — секретар
- Еллісон Баррон — аналітик ЦРУ
- Тед Реймі — технік ЦРУ